# エレガントワラビー
エレガントワラビー(Macropus parryi)は、東オーストラリアに分布するワラビーの1種である。クイーンズランド州クックタウンからニューサウスウェールズ州グラフトンにかけて一般的に見られる。

## 形態
エレガントワラビーは、薄い体色と顔の下の白い横縞で区別される。顔は、チョコレート色の毛が鼻口部を覆っている。胸は黒色と白色で、残りの部分は灰色から茶色である。オスは体重14kgから26kg、体高70cmから93cmになり、メスは体重7kgから15kg、体高65cmから75cmになる。

## 生態
食糧は草、葉、シダ等である。開けたユーカリの林で、地面が食糧となる草に覆われている場所に棲息する。
社会性があり、50頭程からなる群れを作ることがある。昼行性でも夜行性でもなく、昼も夜もいつでも活動的である。草やシダを食べる。
エレガントワラビーは50頭程の群れで暮らし、110ヘクタールに及ぶ行動圏に住む。群れは、昼毎に食事のために集まる。行動圏は他の群れの縄張りと重なることもあり、群れのメンバーは交代で警備する。また群れには直線的な階層があり、非暴力的な儀式化された前脚でかくような行動によって決まる。草を引っ張るような行動もする。決着が付くと、ワラビーは降伏の証として、咳をする。
最上位の雄たちが雌と交尾する。繁殖期になると、オスは排出腔を固くしてメスが集まる中を歩き回り、メスの尿を舐める。オスが発情期に近いメスを見つけると、そのメスのそばに留まる。しかしメスが発情期に入る前に、より上位のオスに代わらされることもある。エレガントワラビーの発情周期は42日間しか続かない。
子供は、最初の9ヶ月間は母親の袋の中で過ごす。18ヶ月間留まることもある。他のカンガルーの仲間とは異なり、エレガントワラビーの子供は袋から出た後も母親の後に従い、植物の陰に隠れることはない。青年期のオスは出生した群れを離れることもある。

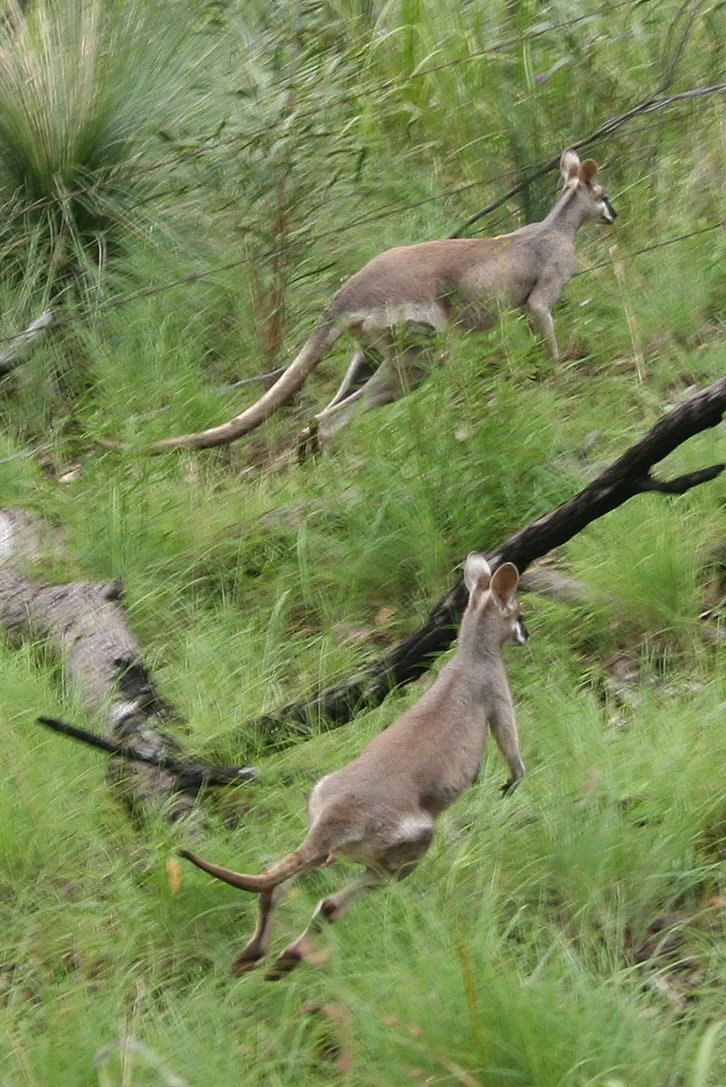
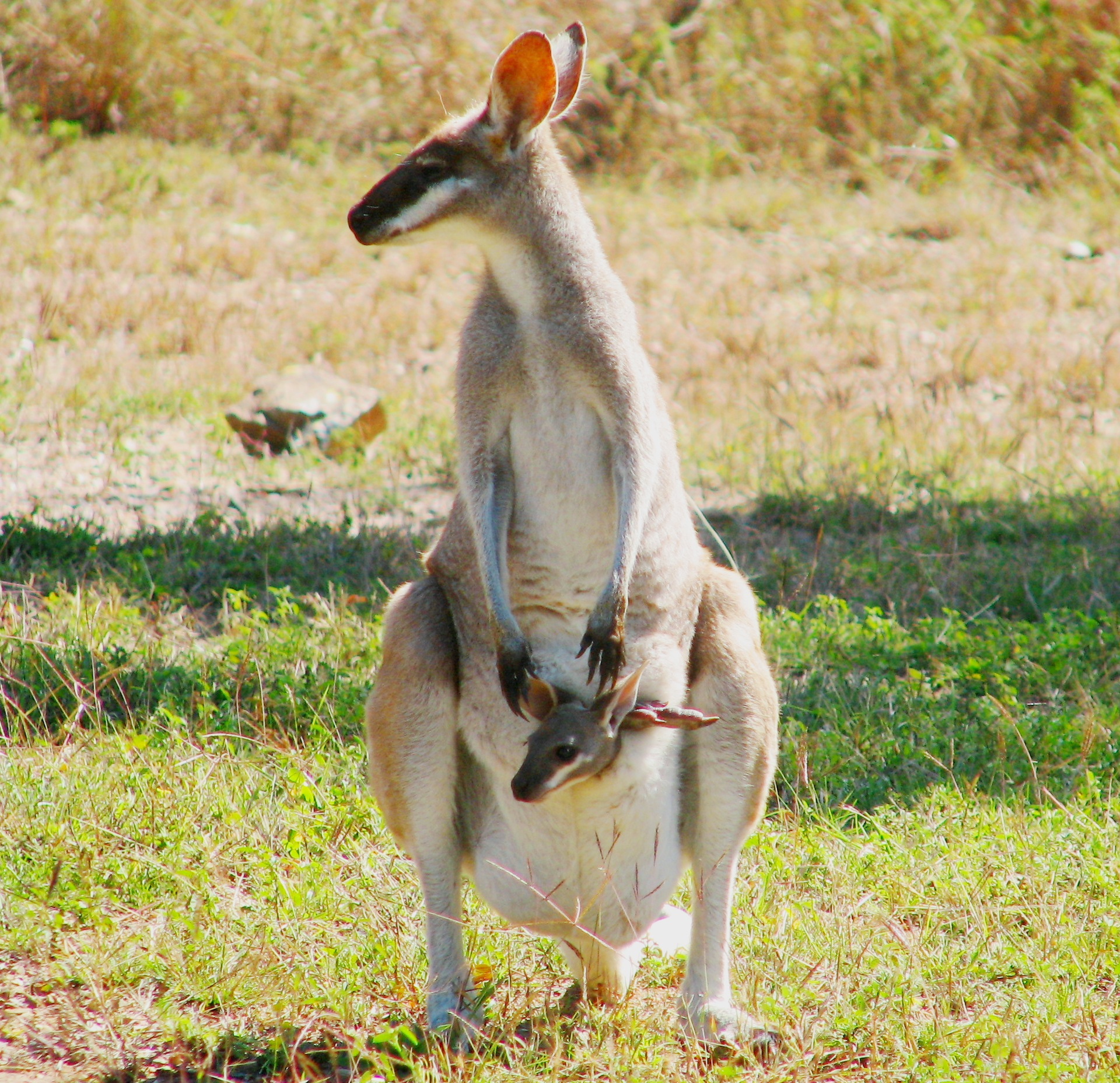